# Orthotrichum scanicum
Orthotrichum scanicum là một loài rêu thuộc họ Orthotrichaceae. Loài này có ở Áo, Cộng hòa Séc, Đan Mạch, Pháp, Đức, Hy Lạp, Hungary, Ý, Na Uy, Ba Lan, Nga, Serbia và Montenegro, Thụy Điển, và Thụy Sĩ. Môi trường sống tự nhiên của chúng là rừng ôn đới. Chúng hiện đang bị đe dọa vì mất môi trường sống.